# Letni Puchar Świata w narciarstwie alpejskim kobiet 2017
Letni Puchar Świata w narciarstwie alpejskim kobiet to kolejna edycja tej imprezy. Cykl ten rozpoczął się na austriackim lodowcu Rettenbach 10 czerwca 2017 roku, a zakończył się 25 sierpnia 2017 roku we włoskim kurorcie Santa Caterina.
Obrończynią Kryształowej Kuli była reprezentantka Austrii Jaqueline Gerlach, tym razem triumfowała Barbara Míková ze Słowacji.

## Podium zawodów
| Lp. | Data             | Miejscowość    | Konkurencja     | 1. Miejsce         | 2. Miejsce         | 3. Miejsce         |
| --- | ---------------- | -------------- | --------------- | ------------------ | ------------------ | ------------------ |
| 1.  | 10 czerwca 2017  | Rettenbach     | Gigant          | Jaqueline Gerlach  | Barbara Míková     | Lisa Wusits        |
| 2.  | 11 czerwca 2017  | Rettenbach     | Superkombinacja | Jaqueline Gerlach  | Kristin Hetfleisch | Barbara Míková     |
| 3.  | 29 lipca 2017    | Montecampione  | Slalom          | Adéla Kettnerová   | Kristin Hetfleisch | Barbara Míková     |
| 4.  | 30 lipca 2017    | Montecampione  | Gigant          | Kristin Hetfleisch | Barbara Míková     | Jaqueline Gerlach  |
| 5.  | 12 sierpnia 2017 | Marbachegg     | Gigant          | Barbara Míková     | Jaqueline Gerlach  | Kristin Hetfleisch |
| 6.  | 13 sierpnia 2017 | Marbachegg     | Supergigant     | Barbara Míková     | Jaqueline Gerlach  | Adéla Kettnerová   |
| 7.  | 19 sierpnia 2017 | Předklášteří   | Gigant          | Barbara Míková     | Kristin Hetfleisch | Jaqueline Gerlach  |
| 8.  | 20 sierpnia 2017 | Předklášteří   | Slalom          | Barbara Míková     | Jaqueline Gerlach  | Kristin Hetfleisch |
| 9.  | 24 sierpnia 2017 | Santa Caterina | Slalom          | Jaqueline Gerlach  | Barbara Míková     | Kristin Hetfleisch |
| 10. | 25 sierpnia 2017 | Santa Caterina | Slalom          | Jaqueline Gerlach  | Barbara Míková     | Kristin Hetfleisch |

## Klasyfikacja generalna
Po 10/10 zawodów
| Lp. | Zawodnik           | Punkty |
| --- | ------------------ | ------ |
| 1.  | Barbara Míková     | 860    |
| 2.  | Jaqueline Gerlach  | 810    |
| 3.  | Kristin Hetfleisch | 630    |
| 4.  | Adéla Kettnerová   | 331    |
| 5.  | Dominika Dudíková  | 298    |
| 6.  | Nikola Fričová     | 279    |
| 7.  | Daniela Krückel    | 227    |
| 8.  | Ingrid Hirschhofer | 226    |
| 9.  | Karolína Rašovská  | 145    |
| 10. | Ambra Gasperi      | 142    |